# Brizgalna brizga
»Brizgalna brizga« je skladba in prvi singel skupine Atomik Harmonik iz leta 2004. Avtor glasbe in besedila je Dare Kaurič, videospot pa je režiral Jani Pavec.

## Snemanje
Producent je bil Martin Štibernik, snemanje je potekalo v studiih Darwinn in Freiton. Skladba je izšla na njihovem debitanstkem studijskem albumu Brizgaaaaj! pri založbi Menart Records na zgoščenki in kaseti.

## Melodije morja in sonca 2004
15. julija 2004, na prvem polfinalnem večeru MMS '04, so Atomiki z 28 točkami zasedli drugo mesto in se uvrstili v veliki finale, kjer so dva dni kasneje zmagali na tem festivalu.

## Zasedba

### Produkcija
- Dare Kaurič – glasba, besedilo
- Aleš Čadež – aranžma
- Martin Štibernik – tonski snemalec, producent

### Studijska izvedba
- Špela Grošelj – vokal
- Špela Kleinercher – vokal
- Jani Pavec – vokal
- Dejan Čelik – harmonika

## Maxi single
Zgoščenka
1. »Brizgalna Brizga« – 3:49
2. »Brizgalna Brizga« (remix by DJ Rumek) – 3:52
3. »Brizgalna Brizga« (karaoke) – 3:49
4. »Brizgalna Brizga« (video) – 3:43